# Wacław Alchimowicz
Wacław Kazimierz Alchimowicz ps. „Kazik”, „Romek”, „Wir”, „Andrzej” (ur. 6 maja 1914 w Kramniku, zm. 11 lutego 1948 w Warszawie) – podchorąży rezerwy artylerii Wojska Polskiego, uczestnik kampanii wrześniowej, żołnierz Armii Krajowej i partyzantki radzieckiej na Wileńszczyźnie, funkcjonariusz MBP w Warszawie.
Współpracował ze Zrzeszeniem Wolność i Niezawisłość, 5 maja 1947 aresztowany przez MBP. Wyrok śmierci z art. 7, art. 13 § 2 i art. 1 § 2 i 3 oraz art. 6 (Dz.U. z 1946 r. nr 30, poz. 192). Stracony 11 lutego 1948 w  więzieniu na Mokotowie w Warszawie. Zrehabilitowany 27 listopada 1991 r.

## Życiorys

### Młodość
Syn Józefa i Anny Marii z Pruszyńskich. Pochodził z rodziny szlacheckiej, dzieciństwo spędził w Kramniku, majątku swojej matki. Szkołę powszechną i gimnazjum ukończył w Suwałkach. Podczas nauki w gimnazjum należał w latach 1934–1936 do ONR. Po rozłamie w ONR należał do ONR ABC (do 1936). Po maturze w 1936 powołany do czynnej służby wojskowej. Skierowany do Szkoły Podchorążych Rezerwy Artylerii we Włodzimierzu Wołyńskim. Po jej ukończeniu w stopniu podchorążego skierowany do 3 pułku artylerii ciężkiej w Wilnie. Służbę wojskową ukończył w 1937 roku. Następnie wstąpił na Uniwersytet Wileński na Wydział Rolny.

### II wojna światowa
W 1939 po ćwiczeniach rezerwy w 3pac awansowany na podporucznika rezerwy artylerii. Zmobilizowany w 1939 do 10 pułku artylerii lekkiej brał czynny udział w kampanii wrześniowej (do 6 października 1939 roku). Po rozbiciu pułku przyłączył się do oddziałów generała Kleeberga. Na polu walki awansowany ostatnim rozkazem gen. Kleeberga do stopnia porucznika. Wraz z tymi oddziałami dostał się do niewoli, z której zbiegł w okolicach Częstochowy i wrócił do Wilna. Ponownie podjął przerwane studia na uniwersytecie. W marcu 1940 roku rząd litewski wysiedlił go w głąb Litwy Kowieńskiej (powiat Jeziorosy) na przymusowe roboty w rolnictwie, pracował tam do lipca 1940. Po wybuchu wojny niemiecko–sowieckiej pracował jako pomocnik technika przy budowie szosy Zarasai-Turmonty. Po wkroczeniu Niemców na Litwę w czerwcu 1941, wyjechał do Wilna i pracował tam jako robotnik. Jesienią 1941 r. wyjechał wraz z żoną do jej ojca do Wasiliszek. Pracował od 15 listopada 1941 do 1 sierpnia 1942 w Urzędzie Skarbowym i jako pomocnik sekretarza rejonu.

### Walka partyzancka
W kwietniu 1942 r. nawiązał kontakt z AK. Działał pod pseudonimami „Kazik”, „Romek”. Objął funkcję zastępcy dowódcy kompanii w rejonie Wasiliszek. Dowódcą kompanii Wasiliszki „Pastwisko” był ppor. Franciszek Stankiewicz „Alinta”. Po odwołaniu „Alinty” dowództwo kompanii „Pastwisko” objął Alchimowicz (lipiec lub sierpień 1942 r). Funkcję tę pełnił do stycznia 1943 r. (do momentu ciężkiego zranienia podczas akcji na niemiecki posterunek leśny tzw. Forstschutz w Wawiórce). W tym czasie „Borsuk” – ppłk Janusz Prawdzic-Szlaski zdjął go z dowództwa z powodu podejrzeń o kontakty z sowieckimi partyzantami. 
W czerwcu 1943 r. W. Alchimowicz wznowił swą działalność jako dowódca małej grupki ludzi działającej niezależnie od innych organizacji w terenie. Grupa dokonywała akcji sabotażowych i mniejszych dywersji, niszczyła linie telefoniczne, mosty, atakowała transporty wroga. W styczniu 1944 r. Alchimowicz przystąpił do organizowania partyzanckiego oddziału polskiego im. Wandy Wasilewskiej przy brygadzie im. „Leninskij Komsomoł”. Zgrupował około 30 ludzi i działał w rejonie Wielkie Brzozowce. W dalszym ciągu uczestniczył w akcjach bojowych podczas których wykolejono dwa pociągi z niemieckim wojskiem, zniszczono trzy mosty, rozbito siedem samochodów niemieckich, zabito sześciu agentów Gestapo. Poza tym oddział wydawał ulotki m.in. „Do braci Polaków” i tygodniowe przeglądy – komunikaty z nasłuchu radiowego uwzględniające sprawy polskie. W skład kierowanych przez niego formacji wojskowych wchodzili Polacy i Białorusini. Pod koniec sierpnia 1944 r. oddział został rozwiązany.

### Działalność w Związku Patriotów Polskich
Następnie wyjechał do Wilna. Od 1 września 1944 r. do 1 kwietnia 1945 r. pracował w Wydziale Wojskowym przy Związku Patriotów Polskich w Wilnie. Pełnił tam następujące funkcje:
- od 15 września 1944 r. do października 1944 r. – był kierownikiem Referatu Wojskowego przy Zarządzie Republikańskim ZPP w LSRS;
- od listopada 1944 r. do 1 kwietnia 1945 r. był zastępcą kierownika Wydziału Wojskowego Zarządu Republikańskiego ZPP w LSRS[7].

Alchimowicz nie cieszył się zaufaniem współpracowników w ZPP. Lucjan Denisewicz uważał, że Alchimowicz wprowadził w struktury Wydziału Wojskowego ZPP wielu swoich dawnych kolegów z Armii Krajowej. Tak go wspomina: 

Zastałem go już w ZPP w Wilnie. Usunąłem go jako podejrzanego o dwulicową grę i zbrodniarza. Uratowała go Fedecka, wysławszy go do Polski i zaprotegowawszy do MBP (...) Szpiclował mnie od początku. Z czasem nabrałem przeświadczenia, iż nie tyle dla GB ile dla AK względnie Fedeckiej.

W marcu 1945 r. po wykorzystaniu urlopu złożył podanie o zwolnienie go z funkcji instruktora wojskowego ZPP w związku z zamiarem wyjazdu do Polski. Po jego pozytywnym rozpatrzeniu od 1 kwietnia 1945 r. przestał być pracownikiem ZPP i wyjechał z Wilna do Polski.

### Praca w MBP
14 maja 1945 r. rozpoczął pracę w MBP w Warszawie jako starszy referent Wydziału do Walki z Bandytyzmem, 6 lipca 1945 r. został kierownikiem Sekcji II Wydziału III Departamentu I w MBP. Od 9 listopada 1945 r. pełnił obowiązki kierownika Wydziału III Departamentu V, 1 kwietnia 1946 r. został powołany na stanowisko Naczelnika Wydziału II Departamentu V. Od dnia 22 lipca 1945 r. był w stopniu kapitana (potwierdzenie stopnia kapitana nadanego w partyzantce), od 16 grudnia 1946 Kierownik Sekcji II Wydziału VI Departamentu V.

### Spotkanie z Leszkiem Kuchcińskim
W maju lub czerwcu 1945 r. przypadkowo spotkał na ulicy Leszka Kuchcińskiego swojego dawnego kolegę z gimnazjum. Od tego momentu kolega odnowił z nim znajomość:
- bardzo często odwiedzał Alchimowicza w jego mieszkaniu (pretekstem było pożyczanie książek itp.)
- w lutym 1946 r. wielokrotnie z własnej woli przychodził do szpitala, gdy Alchimowicz był chory na tyfus,
- pod koniec marca 1946 r. przychodził do jego biura w MBP.

W rozmowach nawiązywał do wspólnej przeszłości organizacyjnej.

### Współpraca z podziemiem niepodległościowym
W kwietniu 1946 r. Alchimowicz uległ namowie Leszka Kuchcińskiego od wiosny 1945 roku członka siatki wywiadowczej - najpierw Obszaru Centralnego Delegatury Sił Zbrojnych, następnie szefa Oddziału Bezpieczeństwa i Służb Politycznych w ramach komórki wywiadowczej Obszaru Centralnego Zrzeszenia WiN i oświadczył mu, że będzie dostarczał informacje z terenu MBP. Pod koniec kwietnia 1946 r. stał się informatorem Kuchcińskiego. Początkowo były to informacje ustne, a później pisemne. Do pracy konspiracyjnej w WiN Alchimowicz przystąpił po Referendum ludowym z 30 czerwca 1946 r. i przyjął pseudonim „Wir”. Oferta Kuchcińskiego stała się dla Alchimowicza pułapką; zaczął dostarczać informacji dla podziemia, nie wiedząc, że jest ono inwigilowane. Dzięki tej współpracy Kuchciński pseudonim „Bigiel”, „Podkowa”, „Leszek” uzyskał od Alchimowicza w formie ustnej tajne informacje z terenu MBP o:
- szczegółowym rozpracowywaniu przez MBP organizacji WiN,
- przebiegu referendum (3x TAK z dnia 30.06.1946 r.); dostarczył 3 lub 4 instrukcje dotyczące referendum, które zabrał z V Departamentu MBP,
- fałszowaniu wyników głosowania przez komisje wyborcze,
- zakładaniu teczek obserwacyjnych, Komisjom Obwodowym,
- pracy jednostek KBW, MO, ORMO i UB w terenie dotyczących wyborów,
- strukturze MBP (przekazał charakterystykę ludzi zajmujących kierownicze stanowiska w poszczególnych departamentach i wydziałach). Na podstawie tych danych Kuchciński sporządził raport podpisany pseudonimem „Brzeszczot” (początek grudnia 1946). Raport został następnie poprawiony stylistycznie i przepisany na maszynie przez Płużańskiego,
- aresztowaniu Niepokólczyckiego i jego łączniczki (1946), aresztowaniu w styczniu 1947 roku Wincentego Kwiecińskiego i o „sypaniu” przez nich w śledztwie.
- aresztowaniu Obarskiego, który „sypał” w czasie śledztwa. Uprzedzał Kuchcińskiego, że w grupie Obarskiego jest agent, który donosi do Bezpieczeństwa (rozmowę na ten temat usłyszał w V Departamencie),
- ocenie sytuacji politycznej w formie rękopisu jako materiał do dyskusji,
- przesądzonym na korzyść rządu wyniku wyborów do Sejmu Ustawodawczego, ponieważ wojsko brutalnie obchodziło się z ludnością cywilną. Informację przekazał w styczniu 1947 r. Kuchcińskiemu,
- agencie wywiadu MBP Gabrielu Pinesie-Zacharewiczu „Szpilki”, który zbliżył się do kierownictwa emigracyjnej „Dwójki”[10].

Kontakty z Kuchcińskim trwały do 5 maja 1947 r. tj. do momentu aresztowania Alchimowicza. Na przełomie stycznia i lutego 1947 roku Kuchciński przedstawił Alchimowicza Tadeuszowi Płużańskiemu ps. „Tadeusz”. Od tego momentu zaczyna się współpraca Alchimowicza i Płużańskiego. Do kontaktów z Płużańskim przyjął pseudonim „Andrzej”. Alchimowicz przekazał Płużańskiemu:
- instrukcję w sprawie wyborów do Sejmu Ustawodawczego w dniu 19.01.1947, podpisaną przez płk. Andrzejewskiego (w sprawie zakładania teczek obserwacyjnych komisji głosowania),
- niewypełniony blankiet raportu pięciodniowego z okresu wyborczego, informacje o metodach i pracy aparatu Bezpieczeństwa,
- wykaz numerów telefonów wewnętrznych w MBP (z wyszczególnieniem personalnym) (luty 1947),

Informacje były redagowane, przepisywane na maszynie przez Płużańskiego, fotografowane, a następnie przekazywane Witoldowi Pileckiemu.
Alchimowicz poinformował Płużańskiego o:
- zachowaniu się „Witka” (W. Kwieciński) podczas śledztwa (uzupełnienie już raz podanej wcześniej Kuchcińskiemu informacji, na prośbę Płużańskiego),
- obsadzie wszystkich departamentów i wydziałów przez oficerów radzieckich jako doradców. Główny wpływ odgrywał generał sowiecki (nazwisko nieznane),
- przeradzaniu się komunizmu w nacjonalizm rosyjski (inf. kwiecień 1947),
- tłumaczeniu ważniejszych dokumentów na język rosyjski i przesyłanie drogą służbową do najwyższych czynników rosyjskich,
- ilości agentów na terenie Warszawy i o werbowaniu do współpracy z władzami Bezpieczeństwa duchowieństwa,
- amnestii (Płużański interesował się amnestią. Konkretne informacje otrzymał później),
- ujmowaniu żołnierzy wracających z Armii Andersa w książki ewidencyjne. Prawdopodobnie są pod obserwacją, a listy wysyłane i otrzymywane przez podejrzane osoby są cenzurowane,
- aresztowaniu Obarskiego, który w czasie śledztwa „sypał”. Obarski wskazał podczas śledztwa na ludzi, którzy pracowali w czasie okupacji w „Delegaturze” (Alchimowicz uprzedzał, że mają nastąpić aresztowania w celu ustalenia, kto obecnie pracuje w podziemiu),
- głównych filarach MBP (Romkowski, Brystiger, Czaplicki, Różański, Korczyński, Gajewski i Chmielewski),
- czystkach w oświacie – o wybraniu nowych ludzi na kierownicze stanowiska, podał informację o tym, że kilku agentów MBP działa wewnątrz Naczelnego Komitetu Wykonawczego PSL o tym, że Polskie Stronnictwo Ludowe jest „rozsadzane” od wewnątrz przez agenturę,
- nowej fali planowanych aresztowań pod koniec kwietnia 1947 r.

Ostatnie spotkanie z Płużańskim wyznaczone na 5 maja 1947 r. nie odbyło się, ponieważ W. Alchimowicz został w tym dniu aresztowany.

### Śledztwo
Śledztwo trwało od 16 maja 1947 r. do 20 grudnia 1947 r. Akt oskarżenia sporządził oficer śledczy por. Marian Krawczyński, zatwierdzony został dnia 29 grudnia 1947 r. przez mjr Adama Humera Naczelnika Wydziału II Departamentu Śledczego. Akta sprawy wpłynęły do Naczelnej Prokuratury Wojskowej dnia 30.12.1947 roku. Akt oskarżenia zatwierdzono 3 stycznia 1948 r. - podpisał p.o. zastępcy Naczelnego Prokuratora Wojskowego ppłk. Henryk Podlaski. Uznał, że konieczny jest udział w sprawie prokuratora.

### Proces
Proces rozpoczął się dnia 19 stycznia 1948 r. Na rozprawę został wezwany oskarżony Wacław Alchimowicz oraz świadkowie: Pilecki Witold, Płużański Tadeusz, Kwieciński Wincenty, Sosnowska Halina. Wojskowy Sąd Rejonowy w Warszawie w składzie: przewodniczący ppłk Romuald Klimowiecki, ławnicy: mjr Wróblewski Bronisław, mjr Leśniewski Edward z udziałem por. Cembrucha Bronisława jako protokolanta w nieobecności oskarżyciela publicznego i bez udziału obrońcy wydano wyrok śmierci z art. 7 Dekretu z dnia 13.06.1946, art. 13 § 2 w związku z art. 1 § 2 i 3, art. 6 Dekretu z dnia 13 czerwca 1946 r. oraz dodatkowo został skazany z art. 46 § 1a i art. 49 KKWP (Dz.U. z 1944 r. nr 6, poz. 27) na pozbawienie praw publicznych i obywatelskich praw honorowych na zawsze, z art. 48 § 1 KKWP na przepadek całego mienia na rzecz Skarbu Państwa; „przekazywał informacje rezydentowi II korpusu gen. Andersa”; „informator sieci obcego wywiadu - WiN w celu przesłania za granicę dokumentów i informacji stanowiących tajemnicę państwową i wojskową, a dotyczących dyslokacji i struktury organu jednostek WP i ACz”; zabójstwo: „zamachy zbrojne na funkcjonariuszy państwowych”; „przyjmowanie korzyści majątkowych od WIN i II korpusu gen. Andersa”.
Najwyższy Sąd Wojskowy dnia 31 stycznia 1948 r. w Warszawie w składzie: przewodniczący: płk. Drohomirecki Kazimierz, sędzia – sprawozdawca płk. Warecki Józef, sędzia płk. Karpiński Beniamin, protokolant por Pietruszewski Eugeniusz z udziałem Prokuratora Naczelnej Prokuratury Wojskowej ppłk. Podlaskiego Henryka postanowił skargę rewizyjną Alchimowicza Wacława Kazimierza skazanego wyrokiem WSR w Warszawie z dnia 19 stycznia 1948 r, nr akt Sr 12/48 pozostawić bez uwzględnienia i wyrok powyższy utrzymać w mocy.

Zasługi, na które powołuje się skazany w zestawieniu z tego rodzaju zbrodniami, jakich się on dopuścił, nie mogą nawet w najmniejszym stopniu wpłynąć na wysokość orzeczonej kary, a nawet przeciwnie, stanowią okoliczność obciążającą winę skazanego, bo skoro on istotnie szczerze walczył o ustrój Demokracji Ludowej, to fakt, że zdradził on obecnie ideały, o które walczył, oddając się całkowicie na usługi nielegalnej, antyludowej organizacji, dowodzi stopnia jego zdemoralizowania i upadku moralnego. Orzeczone w stosunku do skazanego za trzy poszczególne przestępstwa kary śmierci odpowiadają istocie przestępstwa i stopniowi ustalonej winy skazanego w stosunku do każdego czynu. Kara śmierci, jako kara łączna, wobec ogromu dokonanych zbrodni i wobec olbrzymiej szkody wyrządzonej Państwu jest karą jedynie słuszną.

Wobec nieskorzystania w dniu 9 lutego 1948 r. z prawa łaski przez prezydenta R.P., dnia 10 lutego 1948 r. przesłano akta sprawy z NSW do WSR celem niezwłocznego wykonania wyroku.

### Wykonanie wyroku śmierci
W więzieniu mokotowskim dnia 11 lutego 1948 r. o godz. 20:20 w obecności naczelnika więzienia kpt. Grabickiego Alojzego, lekarza por. dr Jezierskiego Kazimierza, duchownego kpt. Wincentego Martusiewicza, prokuratora ppłk. Czesława Szpądrowskiego dowódca plutonu egzekucyjnego Piotr Śmietański wykonał wyrok śmierci przez rozstrzelanie.

### Unieważnienie wyroku skazującego – rehabilitacja
Dnia 27 listopada 1991 r. Sąd Warszawskiego Okręgu Wojskowego w Warszawie stwierdził nieważność wyroku b. Wojskowego Sądu Rejonowego w Warszawie z dnia 19 stycznia 1948 r. i uznał, że przypisane mu przestępstwa związane były z działalnością na rzecz niepodległego bytu Państwa Polskiego.

### Upamiętnienie

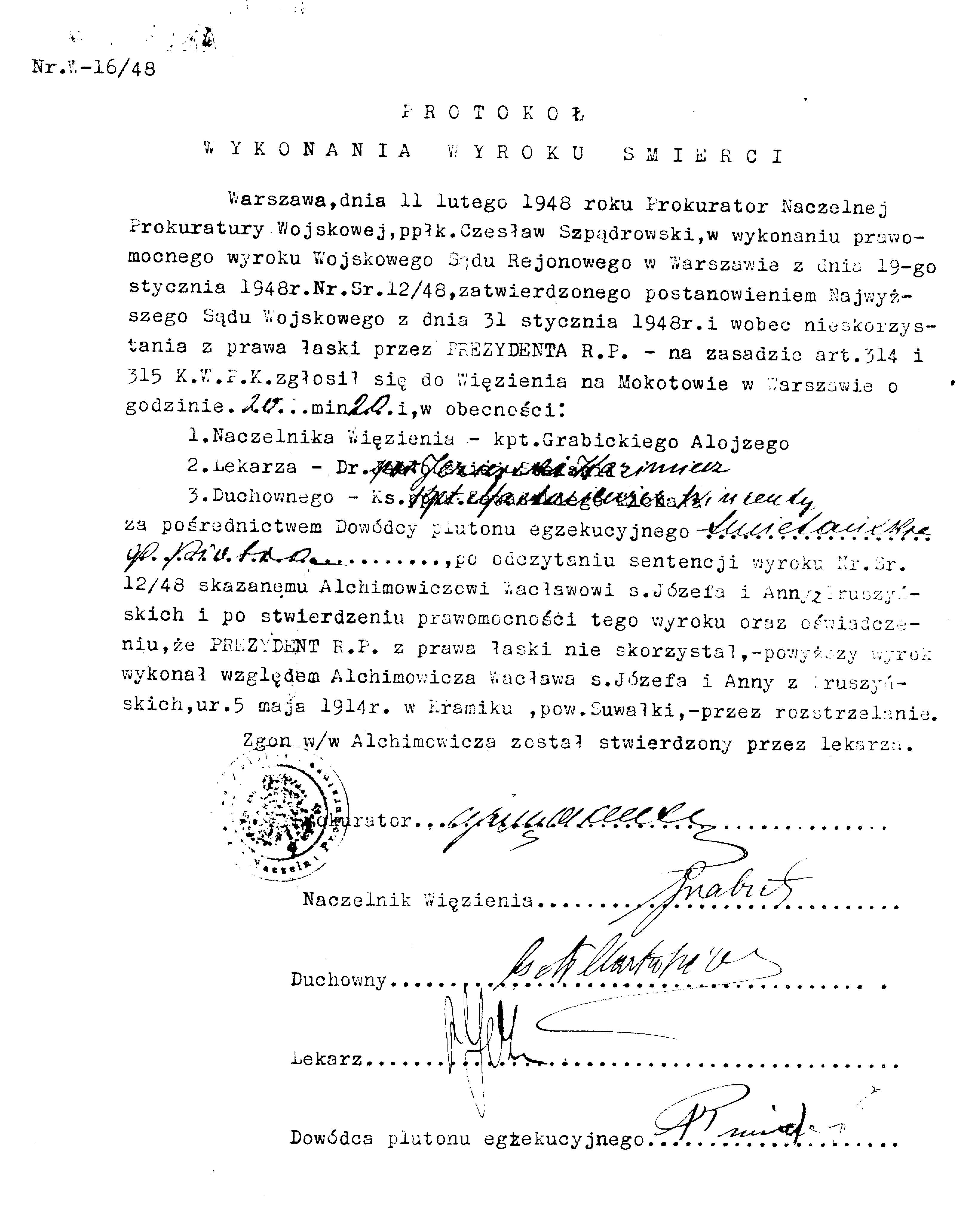
Protokół wykonania wyroku śmierci przez P. Śmietańskiego na Wacławie Alchimowiczu zachowany w aktach sprawy.

Obecnie kapitan Wacław Alchimowicz nie jest upamiętniony na Cmentarzu Wojskowym na Powązkach w Warszawie w Kwaterze Ł „Na Łączce”. Tablica memoratywna widoczna na fotografii została zdemontowana z powodu ekshumacji w 2013 wraz z Pomnikiem niewinnie straconych i zamordowanych więźniów politycznych w  Warszawie lat 1945–1956. 

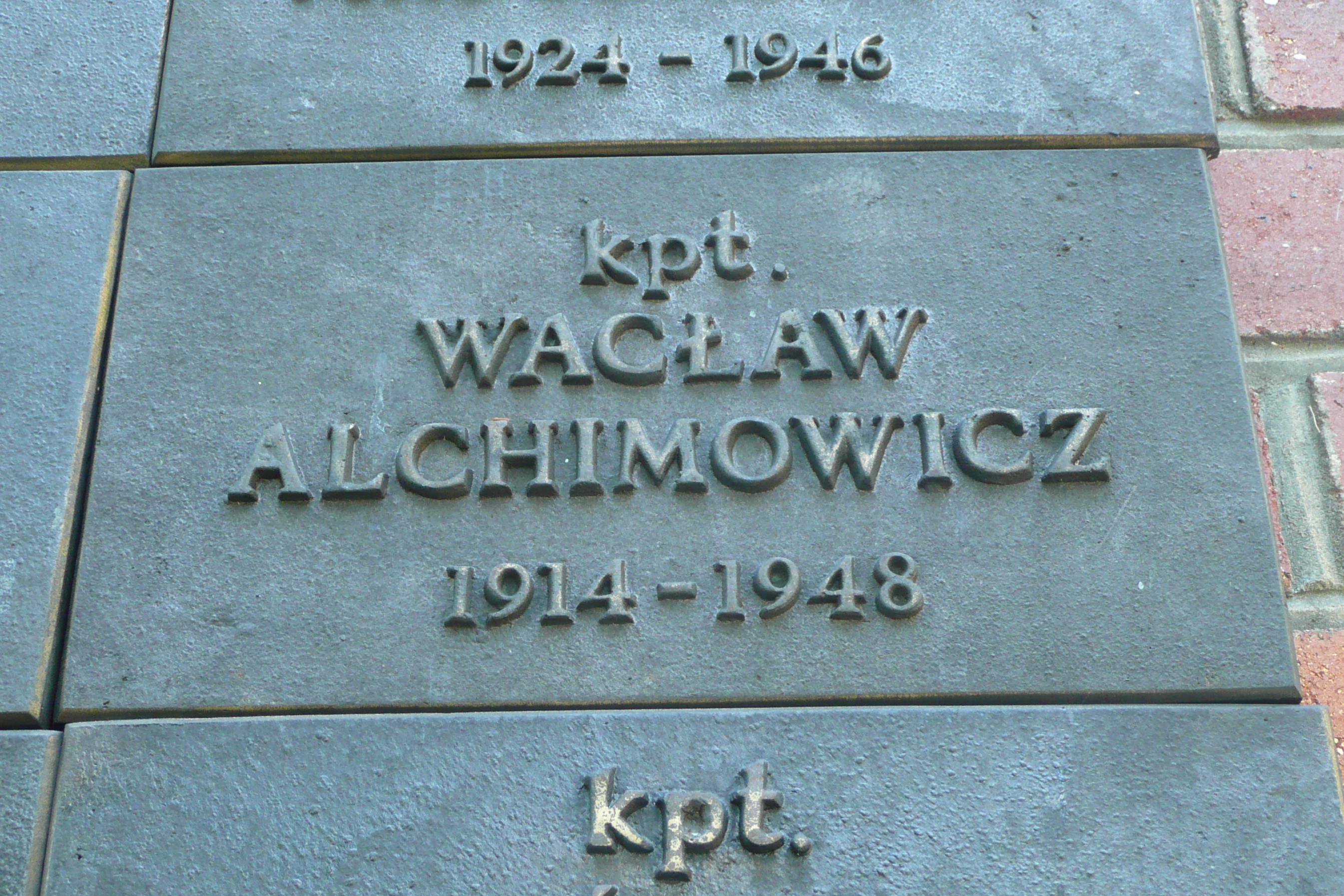
Tablica memoratywna kpt. Wacława Alchimowicza na Pomniku niewinnie straconych i zamordowanych więźniów politycznych w Warszawie lat 1945–1956. Cmentarz Wojskowy na Powązkach w Warszawie kwatera „Ł” (stan przed rozpoczęciem ekshumacji w 2013 roku).

### Odznaczenia
Był odznaczony Krzyżem Partyzanckim, Srebrnym Krzyżem Zasługi (1947) i radzieckim Medalem „Za zwycięstwo nad Niemcami w Wielkiej Wojnie Ojczyźnianej 1941–1945”.